# Karl Seeser
Karl Seeser (geb. am 5. Juli 1906 in Bayreuth, gest. am 2. Dezember 1981 ebenda) war ein deutscher Redakteur, Funktionär der Sozialdemokratischen Partei Deutschlands (SPD), Widerstandskämpfer, politischer Gefangener im Konzentrationslager Dachau und nach dem Zweiten Weltkrieg Mitglied des Bayreuther Stadtrats. Er zählt zu den prägenden Persönlichkeiten der Bayreuther Stadtpolitik der Nachkriegszeit.

## Leben
Seeser wuchs, als zweiter Sohn einer sozialdemokratischen Arbeiterfamilie, in den Bayreuther Stadtteilen Sankt Georgen und Hammerstatt auf. Sein Vater war der Gewerkschaftssekretär und spätere 2. Bürgermeister Adam Seeser. Nach dem Besuch der Volks- und der Realschule machte Karl Sesser eine kaufmännische Lehre und war danach als Textilkaufmann tätig.
1922 trat Seeser der SPD, der Gewerkschaft und der Arbeitersportbewegung bei. 1928 wurde er Redakteur bei der sozialdemokratischen Tageszeitung Fränkische Volkstribüne. In Wahlkämpfen trat er als Versammlungsredner seiner Partei auf. Am 19. März 1932 heiratete er Margarete Ollert, aus der Ehe gingen die Kinder Karl jun. und Margot hervor.
Nach der „Machtergreifung“ der Nationalsozialisten wurden sein Vater und sein älterer Bruder Otto Anfang März 1933 in „Schutzhaft“ genommen und für mehrere Wochen im Gefängnis Sankt Georgen inhaftiert. Karl Seeser, der sich zunächst dem Zugriff durch die Polizei entziehen konnte, wurde am 18. April 1933 auf einer Fahrt zu auswärtigen Parteifunktionären gefasst. Mit dem Reichstagsabgeordneten Friedrich Puchta, dem Landtagsabgeordneten Claus Pittroff und dem Stadtratsmitglied Edmund Hacke wurde er zunächst in die Haftanstalt Sankt Georgen und am 24. April dann ins KZ Dachau verbracht. Im Konzentrationslager blieb er bis zum 31. August jenes Jahres, seine Eindrücke hielt er in dem Bericht „Ein Sommer in Dachau“ fest.
Sein Amt als bei den Stadtratswahlen 1933 gewählter Stadtverordneter hatte Seeser nicht antreten können. Er und Edmund Hacke mussten im KZ ein amtliches Papier unterzeichnen und bestätigen, dass sie satzungsgemäß zur Gründungssitzung eingeladen worden waren, durch „höhere Gewalt“ indes an der Teilnahme verhindert gewesen seien. Nach seiner Entlassung aus dem Konzentrationslager wurde Seeser in Bayreuth unter Polizeiaufsicht gestellt. Vom Arbeitsamt erhielt er keine Zuweisung für einen Arbeitsplatz. Eine Anstellung als Aushilfe bei der örtlichen Verbrauchergenossenschaft musste er auf Druck der Nationalsozialisten nach kurzer Zeit wieder aufgeben, von Anfang Juni 1935 bis September 1937 war er dennoch dort wieder tätig. Wegen Verdachts der Vorbereitung zum Hochverrat wurde er in jenem Monat, gemeinsam mit Oswald Merz und Mitgliedern der ehemaligen Arbeitersängervereinigung Bayreuth, erneut verhaftet. Bis zum 2. Dezember 1937 hielt ihn die Gestapo im Polizeigefängnis Nürnberg fest. Nach seiner Freilassung wurde ihm eine Anklage wegen versuchter Neubildung von Parteien zugestellt, das Verfahren 1938 im Zuge einer Amnestie jedoch eingestellt.
Da ihm die Arbeitsaufnahme in seiner Heimatstadt verweigert wurde, ging Seeser mit seiner Familie nach Aschaffenburg. Dort war er wiederum bei der Konsumgenossenschaft tätig. Wegen seiner sozialdemokratischen, antifaschistischen Gesinnung stand er weiter unter der Beobachtung der Gestapo. 1940 wurde er zum Kriegsdienst einberufen und war zuletzt in Finnland eingesetzt, wo er bis zum Unteroffizier aufstieg. Auf dem Rückzug über Norwegen kam er zunächst in britische, dann in französische Kriegsgefangenschaft. 1946 konnte er nach Bayreuth zurückkehren.
In der Nachkriegszeit war Karl Seeser mehrere Jahre lang Vorsitzender – sowie Mitglied im Parteiausschuss und in der Ortsverwaltung – des Ortsvereins Bayreuth der SPD. Im Mai 1948 wurde er in den Stadtrat gewählt und bei den Kommunalwahlen 1952, 1956, 1960 und 1966 in seinem Amt bestätigt. Von 1953 bis zu seinem Ausscheiden am 30. Juni 1972 war er Vorsitzender der SPD-Stadtratsfraktion. 

## Ehrungen
Für deine Verdienste bekam Seeser 1965 die Goldene Bürgermedaille der Stadt Bayreuth und 1972 die Ehrenmedaille des Bezirks Oberfranken. Ebenfalls 1972 wurde er Ehrenbürger der Stadt. 1998 erhielt in Bayreuth eine Straße den Namen Karl-Seeser-Weg.